# Алкснис, Яков Иванович
Я́ков Ива́нович А́лкснис (Алкснис-Астров латыш. Jēkabs Alksnis; 14 (26) января 1897 года, хутор Пакули, Наукшенская волость, Лифляндская губерния, Российская империя, ныне Наукшенский край, Латвия — 29 июля 1938 года, Коммунарка, Московская область, СССР) — советский военный деятель, командарм 2-го ранга (1935 год), начальник ВВС РККА.

## Биография
Яков Иванович Алкснис родился 14 (26) января 1897 года в семье крестьян-арендаторов (испольщиков) на хуторе «Пакули» Наукшенской волости Вольмарского уезда Лифляндской губернии, с 7 лет работал подпаском. Учился в волостной и приходской школах, в 1913 году поступил в Валмиерскую учительскую семинарию, где стал участником нелегального социал-демократического кружка.
В 1916 году Алкснис вступил в ряды СДЛК — латышской территориальной организации РСДРП. После Февральской революции, в марте 1917 года в ускоренном порядке окончил семинарию, был призван на военную службу и направлен в Одесское военно-пехотное училище с четырёхмесячным курсом обучения. После окончания училища прапорщик Яков Алкснис получил назначение в 15-й Сибирский запасной полк, но, проявив себя как неблагонадёжный, был отправлен на Западный фронт, в 7-ю Туркестанскую дивизию, прибыв на фронт незадолго до Октябрьской революции.
В начале 1918 года в качестве советского работника вернулся в Валмиеру, но ввиду германской оккупации отбыл в Брянск, где летом 1918 года был назначен председателем местного отделения коллегии по делам пленных и беженцев, был избран членом Брянского уездного комитета РКП(б).
С 12 мая 1919 года служил в рядах РККА: назначен комиссаром штаба Орловского военного округа, месяц спустя — военкомом Орловской губернии. Был комиссаром сформированной при его непосредственном участии в сентябре 1919 года 55-й стрелковой дивизии. Участвовал в разгроме белогвардейских и повстанческих отрядов в Орловской губернии и казачьих отрядов на Дону. Вскоре был назначен на должность военкома Донской области, а в 1920 году — на должность помощника командующего Орловского военного округа по оперативной части.

…занимался принудительной мобилизацией в РККА… Проявленная Алкснисом жестокость оказалась излишней даже с точки зрения Троцкого: Яков Иванович был отозван и назначен с понижением — помощником командующего Орловским военным округом. А затем был выведен в резерв наркомата обороны, и до 1924 г. был не у дел и для проформы поступил в военную академию им. Фрунзе.— 
В 1921 году Яков Иванович Алкснис поступил в Военную академию им. М. В. Фрунзе, закончил обучение в 1924 году, после чего последовательно назначался на должности помощника начальника организационно-мобилизационного управления штаба РККА, начальника и комиссара отдела устройства войск, начальника Управления устройства и службы войск. Один из первых командиров РККА, прошедших обучение в военно-учебных заведениях рейхсвера в Германии в конце 1920-х годов.
С декабря 1926 года до июня 1931 года Алкснис, параллельно с основной работой, был председателем редколлегии журнала «Вестник воздушного флота», неоднократно выступая со статьями по вопросам тактики авиации, военного применения, учёбы и лётной дисциплины, в 1931 вышла его книга «Крепите шефство над воздушным флотом».
26 августа 1926 года был назначен на должность заместителя начальника управления ВВС РККА. 21 июля 1929 года он совместно с лётчиком В. О. Писаренко на самолёте Р-5 совершил беспосадочный перелёт из Москвы до Севастополя, показав среднюю скорость 233 км/ч и преодолев 1300 километров пути. На следующий день, 22 июля, они пролетели по тому же маршруту обратно также без посадок.
В 1929 году заместитель начальника ВВС Яков Иванович Алкснис прошёл практическое обучение в Качинской военной школе лётчиков, в ноябре ему было присвоено звание «военный лётчик». В дальнейшем Алкснис неоднократно вылетал с проверками в воинские части, пилотируя самолёт самостоятельно.

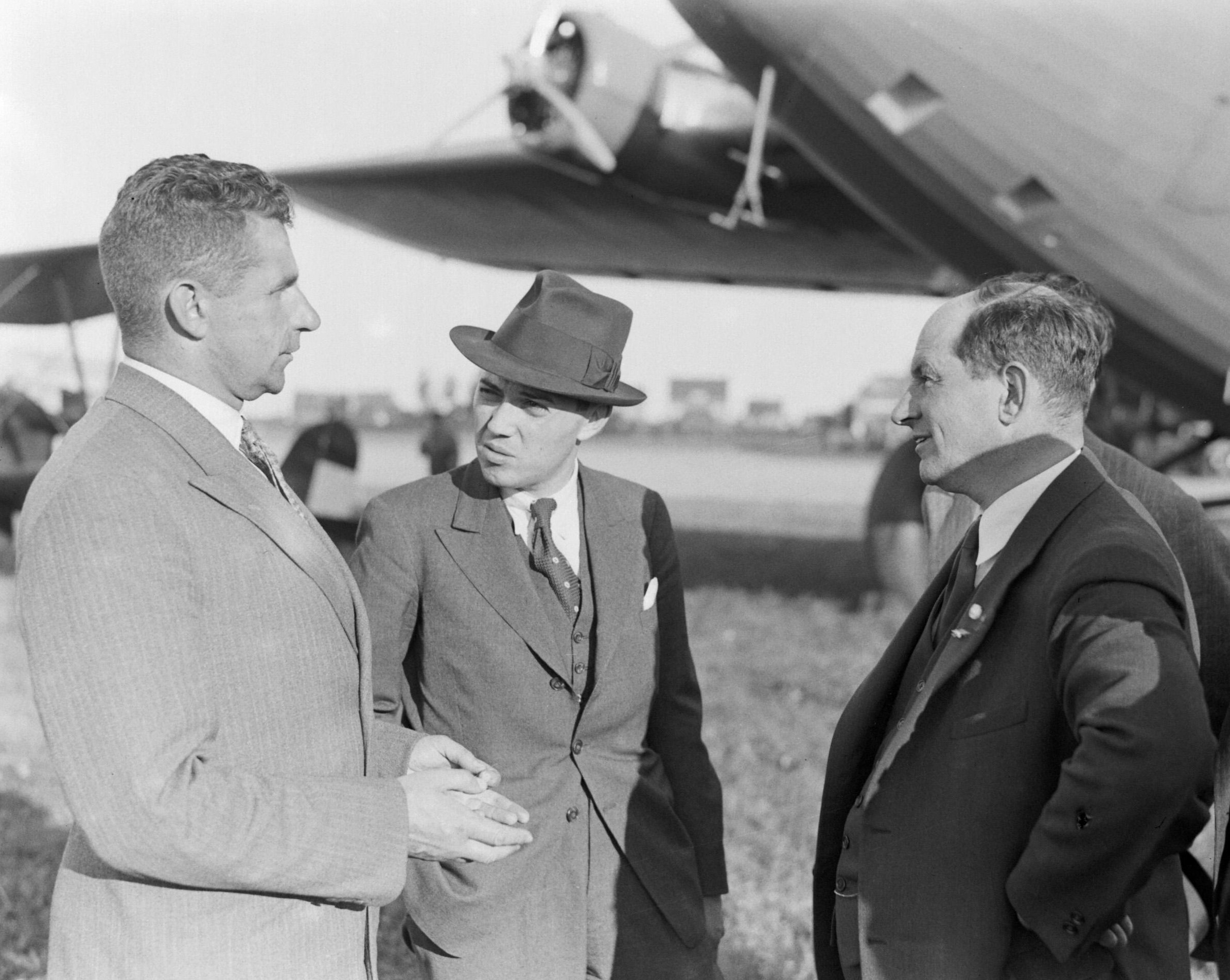
Я. И. Алкснис в 1934 году

21 июня 1931 года был назначен на должность командующего ВВС РККА, став членом Революционного военного совета СССР. Вскоре стал также членом Военного Совета Народного комиссариата обороны.
В ноябре 1932 года внёс предложение об учреждении Дня авиации с «целью популяризации гражданской и военной авиации в массах». СНК СССР постановил проводить празднование Дня авиации ежегодно 18 августа. Он приурочивался к окончанию летнего периода обучения в Военно-Воздушном Флоте. Первый авиационный праздник состоялся 18 августа 1933 года в подмосковном Тушине. В этот же день Алкснис был награждён орденом Ленина.
26 января—10 февраля 1934 года делегат XVII съезда ВКП(б).
В январе 1937 года был назначен на должность заместителя народного комиссара обороны по авиации.
Участвовал в проведении репрессий в РККА. Входил в состав Специального судебного присутствия, которое 11 июня 1937 года приговорило к смертной казни группу военачальников во главе с М. Н. Тухачевским. В ходе суда был самым активным членом этого органа, всячески уличая подсудимых и настаивая на применении в их отношении только смертной казни.
23 ноября 1937 года Яков Иванович Алкснис был снят со всех постов, исключён из рядов ВКП(б) и арестован. В ходе допроса к нему применялись «физические методы воздействия», в результате которых 25 ноября он подписал показания о том, что с 1935 года являлся латвийским шпионом, а позднее «вспомнил», что шпионом он являлся с 1922 года, а с 1936 года был ещё и участником контрреволюционной «Латышской националистической организации в РККА».
Военной коллегией Верховного суда СССР 28 июля 1938 года по обвинению в участии в военном заговоре осужден по статье 58-1 «б», п.8 и 11 УК РСФСР и приговорён к расстрелу. На суде признал вину. Приговор приведён в исполнение 29 июля 1938 года на Коммунарском полигоне. Определением Военной коллегии Верховного Суда СССР от 1 февраля 1956 года Яков Иванович Алкснис был реабилитирован.

## Семья

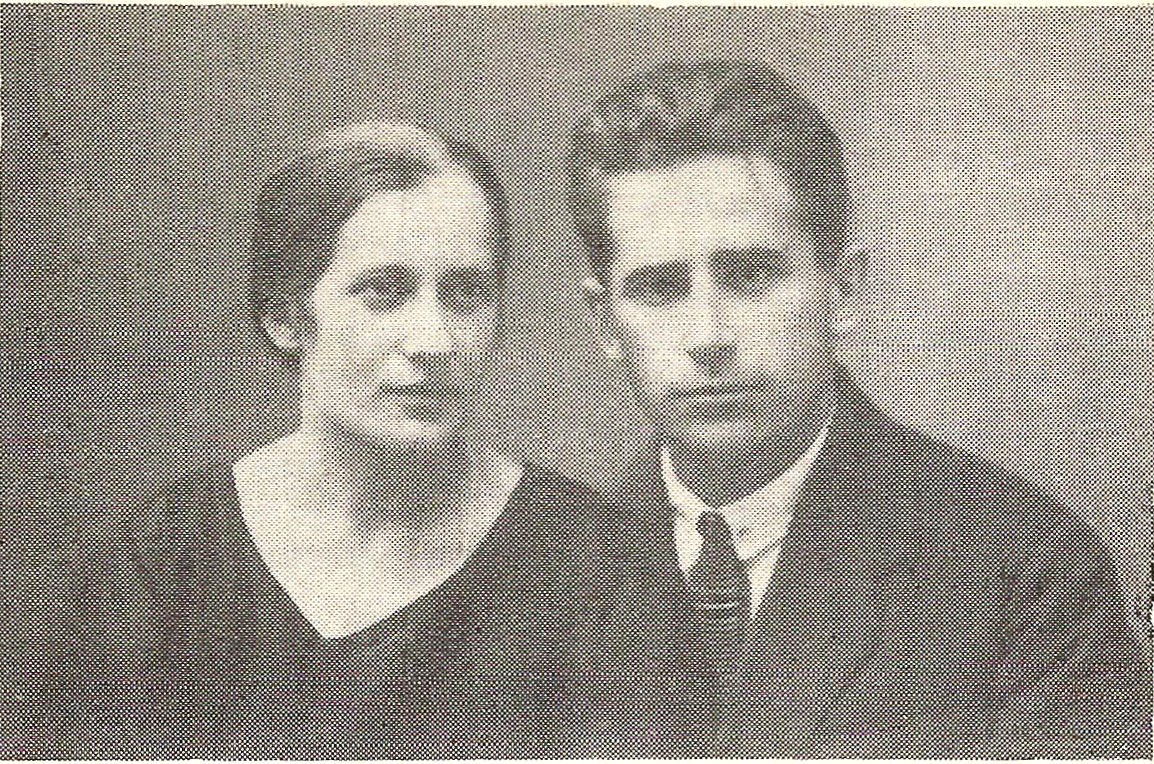
Яков Алкснис с женой Кристиной Меднис. 1922

Жена (с 1922) — научный работник Кристина Карловна Алкснис-Меднис. После ареста мужа была репрессирована: получила 8 лет ИТЛ, которые отбывала в Темлаге. После освобождения с 1946 по 1949 год жила в Риге, но затем была снова арестована и до 1954 года находилась в ссылке в Кемеровской области.
Сын — Имант, которому ко времени ареста родителей исполнилось 10 лет, был отправлен в детский дом. Имант Алкснис стал гражданским инженером. Окончил вуз и работал в промышленности.
Внук — Виктор (1950—2025) — советский и российский политический деятель, полковник.

## Воинские чины и звания
- Прапорщик — 1917
- Командарм 2-го ранга — 20.11.1935[23]

## Награды
- Орден Ленина (18.081933)[13];
- Орден Красного Знамени (23.02.1928)[24][13];
- Орден Красной Звезды (14 мая 1936) — «за организацию и проведение образцового порядка в день первомайского парада и демонстрации»[25];
- Орден Красного Знамени (Монголия) (05.05.1935)[13][26].

## Память
- В 1967 году был опубликован сборник воспоминаний о Якове Алкснисе — его заслуги и значительный личный вклад в становление, развитие и укрепление отечественной военной авиации отметили выдающиеся советские лётчики, военачальники, авиационные учёные: Главный маршал авиации Константин Вершинин, маршал авиации Степан Красовский, генерал-полковники авиации Михаил Громов, Николай Каманин, Николай Шиманов, Фёдор Шинкаренко, генерал-лейтенанты Александр Беляков, Борис Стерлигов, Владимир Пышнов, Георгий Гвоздков, Константин Иващенко, генерал-майоры Пётр Стефановский, Андрей Юмашев, Гавриил Прокофьев, Зиновий Померанцев, Иосиф Смага, Александр Туржанский, Тигран Мелкумян, Павел Квадэ и другие[27].

Бюст в п. Монино Московской области

- В посёлке Монино Московской области в 1967 году в честь начальника ВВС РККА, члена Реввоенсовета СССР 1931 г. по решению начальника Монинского гарнизона маршала авиации С. А. Красовского установлен бюст-памятник Я. И. Алкснису.
- В посёлке Монино Московской области в честь Я. И. Алксниса названа улица.
- С 1968 по 1993 год имя Я. И. Алксниса носило Рижское высшее военное авиационное инженерное училище, располагавшееся в Риге на улице Эзермалас. Училище было расформировано осенью 1993 года в связи с выводом российских войск с территории Латвии.
- Постановлением Совета Министров Латвийской ССР в 1967 году улицу Рундену в Риге переименовали в улицу Якова Алксниса[28]; в 1990 году улице было возвращено историческое название — улица Эбрею (Еврейская, она проходила вдоль Старого еврейского кладбища).
- В 1977 году на родине Я. И. Алксниса был открыт памятный знак, судьба которого в настоящее время неизвестна.
- Имя «Яков Алкснис» носило рефрижераторное судно Латвийского Морского Пароходства.
- В честь Якова Алксниса назван Грузовой десантный планер Г-31.